# گرینویچ شرقی، نیوجرسی
گرینویچ شرقی (به انگلیسی: East Greenwich Township) شهری در ایالت نیوجرسی کشور ایالات متحده آمریکا است که جمعیت آن در سرشماری سال ۲۰۱۰ میلادی، ۹٬۵۵۵ نفر بوده‌است.